# Лјано-Формага (Бреша)
Лјано-Формага је насеље у Италији у округу Бреша, региону Ломбардија.
Према процени из 2011. у насељу је живело 105 становника. Насеље се налази на надморској висини од 567 м.